# Distretto di Ban Dan
Il distretto di Ban Dan (in thailandese: บ้านด่าน) è un distretto (amphoe) della Thailandia, situato nella provincia di Buriram.